# CFA-frank
De CFA-frank (in lokaal spraakgebruik franc CFA of gewoon franc) is de naam van twee munteenheden in twaalf voormalige Franse koloniën, een voormalig Portugese kolonie en een voormalig Spaanse kolonie in Afrika. De afkorting CFA stond van origine voor: Franc des Colonies Françaises d'Afrique (frank van de Franse koloniën in Afrika). De munt was in waarde gekoppeld aan de Franse frank.
Eind 2019 besloten acht landen de munt niet meer te gebruiken, waardoor er nog zes landen over zouden zijn die de munt gebruiken. De invoering van de nieuwe munt werd echter uitgesteld in verband met de coronapandemie. 

## Geschiedenis
De CFA-frank werd samen met de CFP-frank gecreëerd op 26 december 1945 met een waarde van 1,7 Franse frank. Hiervoor was de Franse frank er in gebruik. Deze had echter in Frankrijk als gevolg van de Tweede Wereldoorlog onder een aanzienlijke inflatie te lijden. Om de Franse koloniën deze inflatie en toekomstige devaluaties te besparen kregen ze een eigen munteenheid.
Na een devaluatie van de Franse frank op 17 oktober 1948 werd de waarde van de CFA-frank gelijk aan 2 Franse franken. Met de introductie van de nieuwe Franse frank op 1 januari 1960 werd de CFA-frank 0,02 nieuwe franken waard (1 nieuwe frank was namelijk 100 oude franken waard). Op 12 januari 1994 werd de CFA-frank gedevalueerd en was hij nog maar 0,01 Franse frank waard. Met de komst van de euro werd de CFA-frank gekoppeld aan deze munt. Na de euro introductie in 1999 werd de waarde van 1 CFA-frank 0,00152449 euro of 1 euro is gelijk aan 655,957 CFA-frank.
In ruil voor de koppeling met de franc waren de Afrikaanse landen na de onafhankelijkheid in de jaren zestig verplicht al hun buitenlandse financiële reserves bij de Franse Centrale Bank onder te brengen. Op deze wijze verzekerde Frankrijk zich van een stabiele munt waarmee importen uit de voormalige koloniën werden afgerekend. Vanaf 1973 hoefden de landen nog maar 65% van hun reserves bij de Banque de France te deponeren en in 2005 daalde het naar 50%.
In 1999 werd de CFA Franc Zone Convergence Committee opgericht. Hier worden onderwerpen besproken als economische samenwerking en integratie. Hieraan nemen Frankrijk, UEMOA, CEMAC en de Comoren deel. Dit laatste land heeft sinds 1976 een eigen, maar vergelijkbare, regeling met Frankrijk. Dit comité bereidt de vergadering voor van de ministers en centrale bank directeuren van de CFA-frankzone. Sinds 2019 deponeren de aangesloten landen de vereiste 50% van hun nationale reserves niet meer bij de Franse Nationale Bank maar bij de Centrale Bank van West-Afrikaanse Staten.
De Banque de France publiceert ieder jaar een verslag over de economische en financiële situatie in de CFA-frankzone.

## Betekenissen van de naam
De term CFA heeft verscheidene betekenisveranderingen ondergaan. Van origine betekende het Franc des Colonies Françaises d'Afrique, in 1958 veranderde de naam in Communauté française d'Afrique (Franstalige gemeenschap van Afrika) en tegenwoordig is de betekenis Communauté Financière Africaine (Afrikaanse financiële gemeenschap). De laatste twee zijn uiteraard backroniemen.

## Twee versies

West-Afrikaanse CFA-frank
Centraal-Afrikaanse CFA-frank

Er bestonden twee versies van de CFA-frank die beide door Frankrijk gegarandeerd worden. De ene versie kan echter niet in de landen van de andere versie gebruikt worden. 

### West-Afrikaanse CFA-frank
De Communauté financière africaine franc, of CFA franc BCEAO (ISO_4217-code XOF) voor de acht landen van de West-Afrikaanse Economische en Monetaire Unie (UEMOA), uitgegeven door de BCEAO (Centrale bank van West-Afrikaanse staten).
- Benin
- Burkina Faso
- Guinee-Bissau
- Ivoorkust
- Mali
- Niger
- Senegal
- Togo

Deze acht landen hebben besloten het gebruik van de CFA-frank te staken en deze te vervangen door de nieuwe munt eco, die in 2027 zou gelanceerd worden. Vanwege de coronacrisis werd dit echter uitgesteld. Het besluit werd genomen na een jarenlange lobby van Afrikaanse economen en activisten die de CFA-frank zagen als een middel van Frankrijk om financiële controle te houden over hun voormalige koloniën. De nieuwe munteenheid heet de eco, maar de waarde wordt ook gekoppeld aan de euro. De landen zijn dan niet langer verplicht een deel van hun deviezen bij de Centrale Bank van Frankrijk aan te houden.
In het verleden gebruikten Mauritanië en Guinee de CFA-frank. Mali gebruikte van 1960 tot 1984 de Malinese frank.

### Centraal-Afrikaanse CFA-frank
De Coopération financière en Afrique centrale franc, of CFA franc BEAC (ISO_4217-code XAF) voor de zes landen van de Centraal-Afrikaanse Economische en Monetaire Gemeenschap (CEMAC), uitgeven door de BEAC (Centrale bank van Centraal-Afrikaanse staten).
- Centraal-Afrikaanse Republiek
- Congo-Brazzaville
- Equatoriaal-Guinea
- Gabon
- Kameroen
- Tsjaad

## Landen die de CFA-frank gebruiken
Huidige landen
| Land                          | Munt                          | Invoering | Opmerking                                                            |
| ----------------------------- | ----------------------------- | --------- | -------------------------------------------------------------------- |
| Benin                         | West-Afrikaanse CFA-frank     | 1945      |                                                                      |
| Burkina Faso                  | West-Afrikaanse CFA-frank     | 1945      |                                                                      |
| Centraal-Afrikaanse Republiek | Centraal-Afrikaanse CFA-frank | 1945      |                                                                      |
| Congo-Brazzaville             | Centraal-Afrikaanse CFA-frank | 1945      |                                                                      |
| Equatoriaal-Guinea            | Centraal-Afrikaanse CFA-frank | 1984      | Voormalige Spaanse kolonie, gebruikte de Equatoriaal-Guinese ekwele. |
| Gabon                         | Centraal-Afrikaanse CFA-frank | 1945      |                                                                      |
| Guinee-Bissau                 | West-Afrikaanse CFA-frank     | 1997      | Voormalige Portugese kolonie, gebruikte de Guinea-Bissau peso.       |
| Ivoorkust                     | West-Afrikaanse CFA-frank     | 1945      |                                                                      |
| Kameroen                      | Centraal-Afrikaanse CFA-frank | 1945      |                                                                      |
| Mali                          | West-Afrikaanse CFA-frank     | 1945      | Van 1962 tot 1984 gebruikte Mali de Malinese frank.                  |
| Niger                         | West-Afrikaanse CFA-frank     | 1945      |                                                                      |
| Senegal                       | West-Afrikaanse CFA-frank     | 1945      |                                                                      |
| Togo                          | West-Afrikaanse CFA-frank     | 1945      | Van 1914 tot 1956 gebruikte Togo de Togolese frank.                  |
| Tsjaad                        | Centraal-Afrikaanse CFA-frank | 1945      |                                                                      |

Voormalige landen
| Land       | Munt                      | Invoering | Uittreding | Nieuwe munteenheid  | Opmerking                                         |
| ---------- | ------------------------- | --------- | ---------- | ------------------- | ------------------------------------------------- |
| Guinee     | West-Afrikaanse CFA-frank | 1945      | 1959       | Guineese frank      | Van 1971 tot 1985 werd de Guineese syli gebruikt. |
| Mauritanië | West-Afrikaanse CFA-frank | 1945      | 1973       | Mauritaanse ouguiya |                                                   |

## Kritiek
De huidige waarde van de CFA-frank wordt door veel economen gezien als te hoog en belemmerend voor de economie. De boeren kunnen door de waarde hun producten niet zo makkelijk exporteren. Ook zou de hoge waarde de stedelijke elite bevoordelen die geproduceerde goederen uit het buitenland hierdoor goedkoop kunnen kopen.
Bovendien wordt het door sommigen beschreven als een vorm van neo-kolonialisme. De CFA-Franc is immers gekoppeld aan de euro, en dit geeft 'Europa' een aanzienlijke economische en politieke invloed op CFA-landen.